# مووندولسایم
مووندولسایم (به فرانسوی: Mundolsheim) یک کمون (فرانسه) در فرانسه است که در canton of Hœnheim واقع شده‌است. مووندولسایم ۴٫۲ کیلومتر مربع مساحت دارد.